# Метка Свистуна
«Метка Свистуна» (англ. The Mark of the Whistler) — американская нуарная криминальная мелодрама режиссёра Уильяма Касла, которая вышла на экраны в 1944 году.
Это второй из восьми фильмов студии Columbia Pictures в киноцикле «Свистун», который поставлен по материалам одноимённого радиосериала. В этом фильме обнищавший интеллигентный мужчина Ли Селфридж Ньюджент (Ричард Дикс), воспользовавшись совпадением имён, выдает себя за владельца невостребованного банковского счета, и снимает с него деньги. Однако новая личность приносит Ли Селфриджу серьёзные проблемы, доставшиеся от подлинного владельца счёта. На Ли Селфриджа начинают охоту двое жестоких мужчин, которые хотят отомстить ему за то, что их отец попал в тюрьму из-за конфликта с его отцом из-за денег. Одновременно Ли заводит дружбу и пользуется помощью торговца-калеки (Пол Гилфойл), который, как выясняется позже, и является истинным владельцем счёта.
После выхода на экраны фильм получил невысокую оценку кинообозревателя «Нью-Йорк Таймс» Босли Краузера. С другой стороны, современные критики характеризуют его положительно как отличный маленький триллер с умным сюжетом при грамотной режиссёрской работе Касла.

## Сюжет
Ли Селфридж Ньюджент (Ричард Дикс), интеллигентного вида мужчина, опустившийся после того, как из-за проблем со здоровьем лишился работы, достатка и власти, бредёт по пустынному городскому парку. Из мусорного бака он достаёт газету, где видит объявление банка Standard Savings Bank со списком неактивных счетов, один из которых принадлежит некому Ли Ньюдженту. Ли Селфридж понимает, что это просто совпадение имени и фамилии, и счёт не имеет к нему никакого отношения. Тем не менее, находясь в отчаянном положении, он чувствует себя морально готовым пойти с совестью на компромисс. Ли Селфридж вырывает из газеты статью и приходит по указанному там адресу владельца счёта. Выясняется, что здание, которое там находилось, сгорело в 1912 году, и в пожаре погибло семеро человек. В публичной библиотеке Ли Селфридж берёт подшивку старых газет, выписывая имена всех, кто пострадал в том пожаре, среди них и Ли Ньюджент, 12 лет, который был ранен и после этого отправлен в Общество помощи детям. В этом обществе Селфидж узнаёт, что его однофамильца через полгода забрали приёмные родители, так как его мать и сестра погибли, а следы отца затерялись где-то в Южной Америке. Далее Селфридж узнаёт, что в 1915 году его тёзка и однофамилец сбежал от приёмных родителей, и с тех пор о нём ничего не известно.
Приступая к своему плану получения денег с банковского счёта Ли Ньюджента, Селфридж заходит в магазин готовой одежды, принадлежащий Джо Сорсби (Портер Холл), которому предлагает стопроцентную отдачу на его инвестицию, если Сорсби предоставит ему новый костюм, проживание и питание. Чтобы защитить свои инвестиции, Сорсби настаивает на том, чтобы Селфридж остановился в его комнате, расположенной над магазином. Надев новый костюм, Селфридж печатает письмо и в сопровождении Сорсби отправляется в банк, чтобы заявить о себе как владельце неактивного счета Ли Ньюджента. Селфридж предъявляет служащему банка мистеру Симмонсу (Говард Фриман) свою карточку социального обеспечения, залоговую квитанцию и письмо от друга, подтверждающие его имя и адрес. Он говорит, что некому поручиться за его прошлое, после чего отвечает на подробные расспросы Симмонса, пересказывая то, что успел выяснить о реальном владельце счёта. Симмонс сообщает, что банк должен провести дополнительное расследование и уведомит Ли о результатах через пять дней.
Пять дней спустя Ли Селфридж получает письмо, в котором его приглашают в банк. Симмонс сообщает Селфриджу, что банк признал его законным владельцем счёта, на котором лежит 29 тысяч долларов. Селфридж просит выдать ему всю сумму наличными. На выходе из банка на Ли набрасывается газетный репортер Патриция «Пэт» Хенли (Дженис Картер) со своим фотографом, которые узнали о его неожиданной удаче. Когда Селфриджа начинают фотографировать, он пытается закрыть лицо шляпой, в суматохе сбивая с ног хромого уличного торговца по имени Лимпи Смит (Пол Гилфойл). От журналистки Лимпи слышит имя Ли Ньюджент, и то, что он получил в банке огромную сумму. Заплатив Сорсби 100 долларов, что с лихвой оправдало его инвестицию, Селфридж расстаётся с ним. Затем он просит прощения у Лимпи Смита за то, что сбил его с ног, и даёт ему 10 долларов. После этого Ли покупает три новых дорогих костюма и снимает номер в фешенебельном отеле под именем Ли Селфридж. Тем временем Эдди Доннелли (Джон Калверт) покупает газету, читая в ней заметку о Ли Ньюдженте. Доннелли заходит в бар к своему коллеге, сообщая, что Ньюджент в городе, после чего заявляет, что убьёт его. Поселившись в гостинице, Ли прячет деньги в сейф, а затем выясняет у коридорного, что лучшим местом для развлечений в городе является Club Royale. Сразу после этого коридорный звонит Доннелли, сообщая ему, что Ли остановился в их отеле под именем Л. Селфридж и сегодня собирается ужинать в Club Royale. Пэт, которая сегодня по заданию газеты работает в этом клубе, обсуждает со своим коллегой историю Ли, которую она сегодня написала для газеты. Когда Селфридж появляется в клубе, занимая лучший столик, к нему вскоре подходит Пэт, только что расставшаяся со своим коллегой. Селфридж приглашает Пэт присоединиться к нему, и они идут потанцевать.
Когда в клубе появляется Доннелли, Селфридж замечает его и заметно нервничает. Пэт также обращает внимание на то, как Доннелли, которого она не знает, внимательно и неотрывно смотрит на Селфриджа, и предлагает пойти узнать, в чём дело. Селфридж оставляет Пэт деньги за ужин и во время концертной программы незаметно выходит из-за стола, обещая ей позже позвонить в редакцию и всё объяснить. Зайдя в туалетную комнату, Селфридж находит тайный выход через окно на улицу и скрывается. Некоторое время спустя Доннелли заходит в туалетную комнату, понимая, что Селфридж сбежал. Когда Доннелли выходит на улицу, Пэт незаметно следует за ним. Пройдя по улице, Селфридж берёт такси, чтобы ехать в свою гостиницу. Около гостиницы машину встречает Лимпи Смит, инструктируя Селфриджа, чтобы тот проехал мимо входа и остановился чуть дальше, а затем сам садится к Селфриджу в салон. Тем временем Доннелли уже поджидает Селфриджа у входа в гостиницу, а за ним в свою очередь наблюдает Пэт из своего автомобиля. Доннелли сообщают, что Пэт за ним следит. Селфридж и Лимпи выходят из машины, и по дороге Лимпи рассказывает, что видел, как пара крутых парней около гостиницы интересовалась у швейцара, не вернулся ли мистер Селфридж. Тот отвечает, что в таком случае предпочитает не вызывать полицию, а на некоторое время уехать из города. Лимпи советует уехать ночным автобусом, после чего Селфридж просит его за пятьдесят долларов забрать из его номера жестяную коробку и доставить её на автобусную станцию.
Лимпи заходит в номер Селфриджа и достаёт жестяную коробку, которая случайно открывается, и он видит в ней большую сумму наличных денег. Когда Лимпи выходит из номера, его замечает поджидающий за углом Доннелли. На вокзале Лимпи передаёт коробку Селфриджу, признаваясь, что ему известно, что в коробке лежит 28 тысяч наличными, но он их не взял, так как для него ценнее иметь Селфриджа в качестве своего друга. Селфридж предлагает Лимпи пожить несколько дней в его номере, который оплачен вперёд, а также воспользоваться его новыми костюмами, однако Лимпи отказывается, заявляя, что это только навредит его бизнесу. На прощане Лимпи желает Селфриджу удачи и оставляет ему свой адрес на случай, если он когда-нибудь ему понадобится.
После ухода Лимпи к Селфриджу подсаживается Доннелли, который проследил за Лимпи. Он предъявляет удостоверение офицера полиции и надевает на Селфриджа наручники, арестовывая его как Ли Ньюджента за убийство полицейского в Чикаго. Селфридж пытается объяснить, что он не тот Ли Ньюджент, который нужен полиции, однако Доннелли уводит его, что видит Пэт. Она заходит в телефонную будку и звонит редактору ночного выпуска газеты, сообщая о том, что только что произошло. Пэт собирается продолжить слежку, однако обнаруживает, что у её машины спустило колесо. К удивлению Селфриджа, Доннелли и напарником привозят его не в полицейский участок, а в уединённый особняк. Там Доннелли представляется, однако Селрифдж не знает его имени. Доннелли рассказывает, что Джо Ньюджент, отец Ли, был деловым партнёром его отца. Джо разорил их фирму, бросил семью и с деньгами скрылся за границей. Отцу Доннелли пришлось за всё отвечать, и он оказался в тюрьме. Доннелли говорит, что поклялся посчитаться за это и годами выслеживал Джо Ньюджента. Десять лет назад он нашёл его в Аргентине, но тот за неделю до его приезда умер от естественных причин. Доннелли ввозит больного старика на коляске, сообщая, что это его отец. После выхода из тюрьмы тот ничего не соображает и не узнаёт даже ближайших родственников. Тюрьма, куда он попал ни за что, лишила его разума. А мать умерла через шесть месяцев после его выхода из тюрьмы, шокированная его состоянием. Селфридж пытается объяснить, что он не тот человек, который нужен Доннелли — его отца звали Дэн и он умер 20 лет назад. Он просто выдал себя за того человека, чтобы получить деньги с его банковского счёта. Месть не тому человеку ничего не даст. Партнёр Эдди не верит в эти слова и по-прежнему хочет наказать Селфриджа. Они сажают его машину и везут. Доннелли говорит, что он не сразу его убьёт. Сначала он лишит его разума, как это сделал отец Ньюджента, а только потом убьёт. Они заезжают на улицу, где живёт Лимпи, но движение по ней перекрыто. Они начинают выворачивать обратно и врезаются в грузовик.
Воспользовавшись моментом, Селфридж убегает от них по улице по направлению к дому Лимпи, и Доннелли стреляет ему в спину. Раненый Селфридж успевает скрыться в доме и поднимается в квартиру к Лимпи. Когда Селфридж рассказывает ему, что за ним бегут люди, которые собираются его убить, Лимпи отвечает, что здесь он будет в безопасности. Затем Лимпи неожиданно заявляет, что он и есть настоящий Ли Ньюджент, только Доннелли об этом не знает. Они разыскивали его многие годы, но не могли заподозрить, что он скрывается под видом уличного торговца. В этот момент Селфридж теряет сознание, и Лимпи заносит его в свою комнату. Услышав выстрелы, появляются полицейские, которые заходят в дом и поднимаются по лестнице, пока Доннелли пытается выломать дверь. Увидев полицейских, он стреляет в них, однако ответным огнём его убивают. Сообщник Доннелли сдаётся властям.
Вскоре в больницу к Селфриджу приходят Пэт и Лимпи, которые только что были в банке. По словам Лимпи, он отказался выдвигать обвинения против Селфриджа, однако в банке посчитали, что Селфридж похитил их деньги, а не его, и настаивают на продолжении расследования. Лимпи собирается рассказать судье, что Доннелли пытался убить его, и тогда Селфриджу дадут не такой большой срок. Селфридж отдаёт Лимпи коробку с деньгами, однако тот отказывается, говоря, что он не такой простак, и перед отъездом Селфриджа забрал деньги из коробки. На эти деньги Лимпи собирается вылечить ногу и открыть собственную фирму. Когда Селфридж выйдет на свободу, Лимпи предлагает взять его на работу, а затем, возможно, сделать фирму совместной под названием «Ньюджент и Ньюджент».

## В ролях
- Ричард Дикс — Ли Селфридж Ньюджент
- Дженис Картер — Патриция Хенли
- Портер Холл — Джо Сорсби
- Пол Гилфойл — «Лимпи» Смит
- Джон Калверт — Эдди Доннелли
- Мэтт Уиллис — Перри Доннелли
- Билл Рэйч — водитель грузовика

## Создатели фильма и исполнители главных ролей
Фильм был основан на рассказе популярного детективного писателя Корнелла Вулрича, произведения которого легли в основу многих фильмов нуар, среди которых «Леди-призрак» (1944), «Чёрный ангел» (1946), «Окно» (1949), «Не её мужчина» (1950) и «Окно во двор» (1954)
Режиссёр Уильям Касл в 1940-е годы поставил серию криминальных фильмов категории В, среди которых четыре фильма из цикла «Свистун», четыре фильма из цикла о Криминальном докторе и один фильм из цикла о Бостонском Блэки, а также фильмы нуар «Когда незнакомцы женятся» (1944), «Джонни-стукач» (1949) и «Поддержка» (1949). В 1950—1960-е годы к Каслу пришла широкая популярность благодаря его необычным фильмам ужасов, таким как «Дом ночных призраков» (1959), «Тинглер» (1959), «Со склонностью к убийству» (1961) и «Смирительная рубашка» (1964), которые сопровождалась провокационными рекламными компаниями.
Ричард Дикс начал сниматься в кино в 1921 году, сыграв за время своей карьеры в 99 фильмах, среди которых «Симаррон» (1931), «Пропавший эскадрон» (1932), «Адское шоссе» (1932), «Туннель» (1935) и «Корабль-призрак» (1943). В период с 1944 по 1947 год Дикс сыграл в шести криминальных драмах из цикла о Свистуне, вскоре после этого закончив свою карьеру. Дикс умер в 1949 году в возрасте 56 лет.
Дженис Картер в 1940-е годы была звездой криминальных фильмов категории В, сыграв, в частности, в таких картинах, как «Сила Свистуна» (1945), «Пропавший присяжный» (1946), «Ночной редактор» (1946), «Подставленный» (1947), «Я люблю трудности» (1947) и «Женщина на пирсе 13» (1949). В 1951 году Картер перешла на телевидение, а в 1956 году завершила профессиональную актёрскую карьеру.

## История создания фильма
Фильм основан на сюжете радиосериала «Свистун», который выпускала компания CBS с 1942 по 1955 год. Это второй из восьми фильмов цикла студии Columbia Pictures о Свистуне.
Рабочим названием этого фильма было «Неактивный счёт» (англ. Dormant Account).
Как и в других картинах серии о «Свистуне», этот фильм начинается с призрачной фигуры Свистуна, который насвистывает навязчивую мелодию, а затем заявляет: «Я — Свистун, я знаю много странных историй». Голос Свистуна также завершал повествование, сообщая о дальнейшей судьбе главного героя.
Фильм находился в производстве с 31 июля по 14 августа 1944 года и вышел на экраны 2 ноября 1944 года.

## Оценка фильма критикой
После выхода фильма на экраны кинообозреватель «Нью-Йорк Таймс» Босли Краузер дал ему невысокую оценку, назвав «очень сомнительным криминальным фильмом», который «представляет собой спокойное изложение дела, знакомое по короткометражкам на тему „преступление и наказание“». Большая часть фильма представляет собой «дешёвую мелодраму» с Ричардом Диксом в роли «мошенника с бегающими глазами в удивительно неприятном стиле». Лишь уловка, с помощью которой «парень успешно оформляет фальшивое заявление на неактивный счет в сберегательном банке, вызывает некоторый умеренный интерес».
Современный историк кино Хэл Эриксон положительно оценил фильм, написав, что он стал «огромным улучшением по сравнению с первым фильмом цикла, с большим количеством неожиданных поворотов сюжета в течение 60 минут». В рецензии журнала TV Guide было отмечено, что это «отличный саспенс-триллер с умным сюжетом, действие в котором развивается в равномерном темпе, а актёрская игра находится на должном уровне». Деннис Шварц подчеркнул, что режиссёр Уильям Касл «умело поставил» этот «тревожный фильм», основанный на рассказе Корнелла Вулрича «Неактивный счёт» по мотивам популярного радиошоу «Тайна Свистуна».